# Brug 1618
Brug 1618 is een bouwkundig kunstwerk in Diemen. Zij heeft een Amsterdams brugnummer omdat zij toebehoort tot de serie viaducten van de Amsterdamse metro.
Aan de brug werd rond 1972 gewerkt in een nog grotendeels modderig gebied. Het belangrijkste teken van leven werd  destijds gegeven door de Gooiseweg, die door groen gebied met hier en daar opgespoten vlakten liep. Er werden hier toen twee enkelsporige viaducten gebouwd met aan de oostkant de constructie voor het metrogedeelte van Station Diemen-Zuid. Het perron lag tussen de sporen, vandaar gekozen werd voor twee viaducten. Tussen 1973 en 1977 maakte het viaduct deel uit van het testbaanvaak dat vervroegd was aangelegd tussen Venserpolder en Verrijn Stuartweg.
Het zou overigens tot 14 oktober 1977 duren voordat het metrostation in gebruik zou worden genomen door de Gaasperplaslijn (Metrolijn 53). Het metroviaduct is ontworpen door Sier van Rhijn en Ben Spängberg werkend voor de Dienst der Publieke Werken. Zijn hanteerden een totaalconcept voor stations en kunstwerken. Zo vertonen de viaducten onderling grote gelijkenis. Tussen de twee viaducten is de toegang tot het metrostation gesitueerd te herkennen aan het gekleurde glas (van binnen- of buitenkant levert dat verschillende kleureffecten op) en de “slurf” (roltrap naar het perron).
Het metrostation zag haar omgeving drastisch veranderen. Gebouwd op een desolate plaats werd ze steeds verder ingesloten door woning- en kantoorbouw. Rond 1993 kwam de grootste wijziging. Aan de noordzijde kwamen nieuwe viaducten voor het treinstation met dezelfde naam.
 
Amsterdam vernoemde een groot aantal viaducten voor de metro, maar moest deze passeren omdat ze op het grondgebied van de gemeente Diemen ligt. Deze in- en uitgang kreeg de toevoeging Scholeksterpad, een pad dat ten zuiden van het station ligt. 
<<< · 1601 · 1602 · 1603 · 1604 · 1605 · 1606 · 1607 · 1608 · 1609 · 1610 · 1611 · 1612 · 1613 · 1614 · 1615 · 1616 · 1617 · 1618 · 1619 · 1620 · 1621 · 1622 · 1623 · 1624 · 1625 · 1626 · 1627 · 1629 · 1630 · 1633 · 1634 · 1635 · 1636 · 1637 · 1638 · 1639 ·  1640 · 1641 · 1642 · 1643 · 1644 ·  1645 · 1646 · 1647 · 1648 · 1649 · 1650 · 1651 · 1652 · 1653 · 1654 · 1655 · 1656 · 1657 · 1658 · 1659 · 1660 · 1661 · 1662 · 1663 · 1664 · 1695 · 1696 · 1697 · >>>
Brugnummers  1600, 1628, 1632, 1665-1694, 1698, 1699 zijn niet vergeven. Brug 1631 is in 2019 gesloopt.